# Дионисий Кассий Лонгин
Кассий Лонгин (греч. Κάσσιος Λογγῖνος; ок. 213 – 273 г. н.э.), также известный под именем Дионисий Кассий Лонгин (греч. Διονύσιος Κάσσιος Λογγῖνος) или Псевдо-Лонгин (греч. Ψεύδο-Λογγῖνος) был греческим ритором и философским критиком. Он родился либо в Эмесе, либо в Афинах, учился в Александрии у Аммония Саккаса и Оригена Язычника и 30 лет преподавал в Афинах, а одним из его учеников был Порфирий. Лонгин не принял неоплатонизма, развивавшегося в то время Плотином, однако продолжал оставаться платоником старого типа, и его репутация литературного критика была огромной. Во время визита на восток он стал учителем, а впоследствии главным советником Зенобии, царицы Пальмиры. Именно по его совету она и попыталась восстановить независимость от Рима. Однако император Аврелиан подавил восстание, и Лонгин был казнён.

## Жизнь
Происхождение его нееврейского имени Кассий неизвестно; можно предположить, что он был клиентом некоего Кассия Лонгина или что его предки получили римское право голоса под влиянием некоего Кассия Лонгина. Он родился около 213 г. и был убит в 273 г. в возрасте 60 лет. Предположение о том, что его первоначальное имя было Дионисий, возникло лишь потому, что риторический трактат I в. «О возвышенном» приписывался «Дионисию или Лонгину» в средневековый период.
Место его рождения неизвестно; одни сообщают, что Лонгин родился в Эмесе, а другие говорят, что в Афинах. Суда  утверждает, что Фронтон из Эмесы, дядя Лонгина, преподавал риторику в Афинах, а после своей смерти в Афинах оставил после себя Лонгина, сына своей сестры Фронтониды.
Казалось бы, Фронтон внимательно озаботился воспитанием племянника и на смертном одре сделал его своим наследником. В предисловии к сочинению «О концах», сохранившемся у Порфирия в «Жизни Плотина», сам Лонгин рассказывает, что с ранних лет он совершил много путешествий с родителями, посетил много стран и познакомился со всеми, кто пользовались репутацией философов, и среди которых наиболее прославленны были Аммоний Саккас, Ориген Язычник, Плотин и Амелий. Из первых двух Лонгин был учеником в течение длительного времени, однако Лонгин не принял неоплатонизм, развиваемый тогда Аммонием и Плотином, скорее он продолжал как платоник старого типа.
Изучая философию, Лонгин внимательно изучил труды Платона; из дошедших до нас фрагментов, а также из комментариев, которые он написал к нескольким диалогам Платона, видно, что он и сам был настоящим платоником. Немногие сохранившиеся фрагменты его комментариев показывают, что он был свободен от аллегорических представлений, с помощью которых его современники утверждали, будто они обнаружили мудрость древних. Его комментарии объясняли не только предмет, обсуждаемый Платоном, но также и его стиль и манеру речи. В отличие от Плотина, Лонгин отстаивал доктрину о том, что платоновские идеи существуют вне божественного Нуса. Плотин, прочитав его трактат «О первоначалах», заметил, что Лонгин может быть учёным, но не философом .
После того, как Лонгин прошёл обучение у Аммония в Александрии, а также у других философов, встреченных им в путешествиях, он вернулся в Афины. Там он с таким рвением посвятил себя обучению его многочисленных учеников, что у него почти не оставалось времени для сочинений. Наиболее выдающимся из его учеников был Порфирий. В Афинах Лонгин, по-видимому, читал лекции по философии и критике, а также по риторике и грамматике, и объём его знаний был столь велик, что Евнапий называет его «живой библиотекой» и «ходячим музеем». Сила, за которую Лонгин славился больше всего, состояла в его критическом умении , которое действительно было столь велико, что выражение «рассуждать как Лонгин» стало синонимом выражения «рассуждать верно».
Проведя большую часть жизни в Афинах, после сочинения лучших своих произведений, он отправился на Восток повидать своих друзей в Эмесе или уладить некоторые семейные дела. По-видимому, именно тогда он и стал известен царице Пальмиры Зенобии, которая, будучи женщиной большого таланта, почитавшей искусство и литературу, сделала его учителем греческой литературы. Поскольку у Лонгина не было обширной библиотеки в Пальмире, он был вынужден практически полностью отказаться от литературных занятий. Вскоре он нашёл иное применение своим талантам: после смерти короля Одената королева Зенобия взяла на себя управление империей. Она воспользовалась советом Лонгина; именно он посоветовал и призвал её избавиться от римского владычества и стать независимой правительницей. В результате Зенобия написала воодушевлённое письмо римскому императору Аврелиану. В 273 г., когда Аврелиан захватил и разрушил Пальмиру, Лонгину пришлось заплатить жизнью за совет, данный Зенобии. Эта катастрофа, должно быть, особенно огорчила Лонгина, т.к. королева заявила об её невиновности после того, как попала в руки римлян, и возложила всю вину на своих советников, особенно на Лонгина. Он перенёс казнь с твёрдостью и бодростью, достойными Сократа.
В личной жизни Лонгин, по-видимому, был любезен; ибо, хотя его ученик Порфирий и оставил его, заявив, что станет искать лучшей философии в школе Плотина, Лонгин не выказывал никакой недоброжелательности, но продолжал относиться к нему как к другу и пригласил его приехать в Пальмиру. У него была горячая любовь к свободе и большая откровенность как в выражении собственного мнения, так и в разоблачении чужих ошибок и недочётов.

## Сочинения
Несмотря на многочисленные увлечения, Лонгин написал большое количество произведений, по-видимому, пользовавшихся высочайшим уважением, однако все они исчезли. Некогда считалось, что сохранившийся риторический трактат «О возвышенном» был сочинён им, но теперь полагают, что он был написан неизвестным писателем I века. Среди работ, перечисленных Судой, указаны «Гомеровские вопросы», « Гомеровские проблемы и решения», «Является ли Гомер философом » и два сочинения по аттической речи. Опущен самый важный из его филологических трудов «Филологические рассуждения», состоящий из не менее 21 книги. Значительный фрагмент его трактата «О концах» сохранился у Порфирия. Под его именем сохранились также пролегомены к Справочнику Гефестиона о метре, а также фрагмент трактата о риторике, вставленный в середину аналогичного трактата Апсина. Он даёт краткие практические советы об инвенции, диспозиции, стилю, памяти и другим полезным аспектам для изучающего риторику.